# Benny's video
Benny's video (titulada El vídeo de Benny en España y El video de Benny en Hispanoamérica) es una película austro-suiza de 1992 escrita y dirigida por Michael Haneke. La película se centra en la vida de un chico de 14 años, Benny (Arno Frisch) de buena familia que se aficiona al vídeo. Después de grabar un vídeo de un cerdo siendo sacrificado en un matadero, Benny realizará un acto salvaje.

## Trama
La película empieza con un video casero de la matanza de un cerdo con una pistola especial en una granja europea. El vídeo se rebobina hasta llegar al momento de la muerte que se reproduce a cámara lenta, haciendo hincapié en el momento en el que la bala entra en el cráneo del animal. 
Después vemos que se celebra una fiesta en casa de la familia de Benny. Con motivo de la ausencia de sus padres Georg (Ulrich Muhe) y Anna (Angela Winkler) un fin de semana, Benny lleva a casa a una chica de su edad que ha conocido en la puerta del videoclub. Después de mostrarle su equipo de vídeo y el vídeo de la granja que él mismo grabó, Benny le muestra la pistola para la matanza con la que, como si se tratase de un juego, le dispara. Herida en el suelo, la muchacha se arrastra gritando y sangrando y Benny la remata en el suelo. Este momento es recogido por la cámara. Benny oculta el cadáver en un armario y limpia concienzudamente la sangre de la habitación. Benny irá a una peluquería y se rapará el pelo.
Al volver sus padres, Benny les enseña el vídeo del asesinato y deciden pensar en cómo deshacerse del cadáver. En el salón, Georg expone fríamente las opciones que tienen: tanto alertar a las autoridades, con un juicio en el que los padres serían acusados de negligencia y su hijo sería internado una institución psiquiátrica, como destruir las pruebas. Anna no es capaz de mantener la conversación, pero consigue controlarse y deciden que la mejor opción es descuartizar el cuerpo e ir tirando poco a poco los trozos, una vez que Benny asegura que nadie más sabía de su relación con la chica. 
Anna y Benny se marchan de vacaciones a Egipto hasta que se solucione el problema. Durante el viaje la cámara de vídeo siempre presente les graba en su hotel, en el pueblo, recorriendo las tumbas, en la playa, incluso un momento privado de Anna en el cuarto de baño. Benny no parece afectado por el incidente, y parece incapaz de comprender por qué su madre rompe a llorar en un momento durante las vacaciones. Cuando vuelven a casa después de seis días, el apartamento está limpio de cualquier rastro de la chica. Georg, que se había quedado en casa, logra que el cuerpo sea eliminado sin llamar la atención. 
Al final, poco después vemos a Benny ir a una comisaría de policía y confesarlo todo. Sus padres son detenidos seguidamente y Georg se queda mirando a su hijo.

## Reparto
- Arno Frisch: Benny
- Angela Winkler: Anna, la madre de Benny
- Ulrich Mühe: Georg, el padre de Benny
- Stephanie Brehme: Evi
- Stefan Polasek: Ricci
- Ingrid Stassner: la muchacha de la puerta del videoclub
- Christian Pundy
- Max Berner
- Hanspeter Müller
- Shelley Kästner[1]

## Comentario
En la película, Haneke, vuelve a explorar la sociedad moderna como un lugar deshumanizado, desprovisto de emociones y se centra en esta idea del propio director:

"Nosotros ya no percibimos la realidad, sino, en su lugar, una representación televisiva de la misma."

La habitación de Benny tiene una ventana, sin embargo, el prefiere ver el exterior a través de una pantalla que muestra la calle grabada desde una cámara colocada en su ventana. La televisión o, en este caso, el vídeo, es uno de los temas más recurrentes en su filmografía al considerar el medio televisivo como algo alienante en la sociedad moderna. La realidad solo es percibida a través del audiovisual, lo que llevará a Benny a cometer actos que le lleven a experimentar la realidad cruda y verdadera. Cuando su padre le pregunta por qué mata a la chica, Benny responde: «Quería ver cómo era, supongo». De nuevo Haneke realiza una película-ensayo en la que plantea una serie de interrogantes a los que no dará respuesta. 

## Crítica
La película ha recibido buenas críticas con una puntuación de 64% en la web Rotten Tomatoes. El crítico de cine del New York Times, Stephen Holden dijo esto, alabando la actuación de Arno Frisch: «Lo que da a la película su fría autenticidad es la inquietante interpretación de Arno Frisch en el papel protagonista».

## Premios
Benny's video fue galardonada con numerosos premios y nominaciones entre las que destaca el premio FIPRESCI en los Premios del Cine Europeo. Además la película fue preseleccionada para el premio Óscar a la mejor película extranjera por Austria, aunque no consiguió la nominación.